# Valentina Maurel

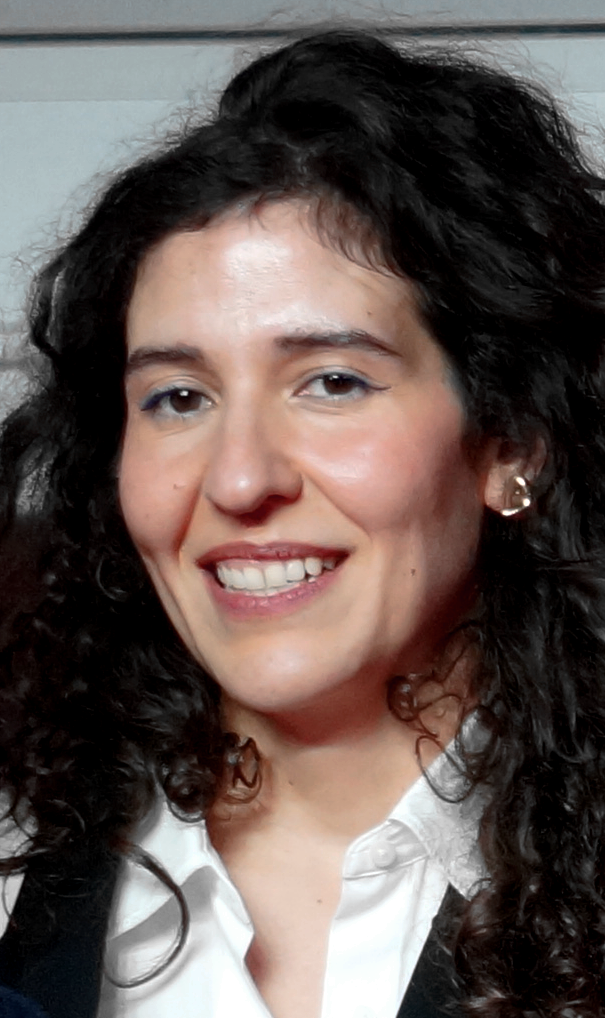
Valentina Maurel, 2024

Valentina Maurel (* 16. April 1988 in San José) ist eine französisch-costa-ricanische Filmregisseurin und Drehbuchautorin.

## Leben und Werk
Valentina Maurel wurde in Costa Rica geboren. Sie studierte an der Filmhochschule INSAT in Brüssel und lebt in Belgien. Sie zählt die Filmemacherinnen Claire Denis, Lucrecia Martel und Catherine Breillat zu ihren Vorbildern. Für ihre Jugendfilme orientierte sie sich an den Werken von Todd Solondz und Hal Hartley, die sie für ihren seltsamen schwarzen Humor bewundert.
Ihr Kurzfilm Paul est là wurde 2017 in der Sektion Cinéfondation am Filmfestival von Cannes uraufgeführt, wo er mit dem 1. Preis der Sektion ausgezeichnet wurde. Mit Lucia en el limbo ist sie 2019 zurück in Cannes, im Wettbewerb der Semaine de la Critique.
Im Jahr 2022 erhielt Maurel für ihr Spielfilmdebüt I Have Electric Dreams eine Einladung in den Wettbewerb des 75. Filmfestivals von Locarno um den Goldenen Leoparden. Sie hatte das Bedürfnis, eine Kind-Vater-Beziehung filmisch zu erforschen und schrieb das Drehbuch als Fortsetzung ihrer vorher entstandenen preisgekrönten Kurzfilme Paul est là (2017) und Lucia will aufs Ganze gehen (2019). Zwar hatte das Jugenddrama gegenüber Julia Murats französisch-brasilianischen Beitrag Regra 34 das Nachsehen, erhielt aber den Regiepreis zuerkannt. Maurels Schauspieler Daniela Marín Navarro und Reinaldo Amien Gutiérrez wurden als beste Darsteller des Festivals geehrt.

## Filmografie
- 2017: Paul est là (Kurzfilm)
- 2019: Lucia will aufs Ganze gehen (Lucia en el limbo, Kurzfilm)
- 2022: I Have Electric Dreams (Tengo sueños eléctricos)

## Auszeichnungen
- 2017: Filmfestival von Cannes – Prix Cinéfondation (Paul est là)
- 2019: Molodist Film Festival – Spezialpreis der Jury (Lucia will aufs Ganze gehen)
- 2022: Locarno Film Festival – Regiepreis (I Have Electric Dreams)
- 2022: Internationales Filmfestival Thessaloniki – Hauptpreis „Goldener Alexander“ (I Have Electric Dreams)[9]